# Fortuna (Catanzaro)
Fortuna è un quartiere di Catanzaro, ubicato nella zona sud della città, è immediatamente confinante con il popoloso quartiere litoraneo di Catanzaro Lido.
Facente parte dell'ex IV circoscrizione comunale, ha una popolazione di 4 168 abitanti.

## Storia
La storia e l'evoluzione urbanistica del quartiere sono immediatamente correlate alla vicina Catanzaro Lido. Il quartiere nacque negli anni sessanta proprio dall'esigenza di espansione di quest'ultima, non accompagnata a dovere dagli amministratori cittadini che preferirono direzionare l'espansione urbanistica di Catanzaro verso nord. Nel 1961 arrivarono a Lido i Frati Minori che favorirono lo sviluppo di nuove parrocchie ubicate lungo tutto il territorio del quartiere; fra di esse vi fu la Parrocchia di Sant'Anna, eretta a metà degli anni sessanta su un terreno donato dalla famiglia Colosimo, con decreto del Mons Armando Fares datato 7 agosto 1965. La consacrazione dell'edificio avvenne il 22 agosto 1970 con conseguente apertura al culto.
Nel corso degli anni il quartiere sviluppò la sua vocazione popolare e commerciale, soprattutto grazie alla presenza di numerosi magazzini facenti capo a marche della grande distribuzione (Interspar, Penny Market, Lidl). Nella zona si stabilì anche parte dell'enclave Rom (oltre 1200 unità) che risiedono nel territorio comunale di Catanzaro, palesando, anche in questo caso, difficoltà di integrazione con la popolazione locale.
Negli anni ottanta parte dei Rom che popolavano l'enorme accampamento ubicato alle porte del quartiere Lido, in un'estrema condizione di disagio, furono trasferiti nei nuovi edifici popolari dei quartieri Corvo, Aranceto e Pistoia.
Negli anni novanta viene intrapresa una massiccia riqualificazione dell'area su cui sorgeva la fornace di laterizi, importante espressione industriale della zona, aperta nel secondo dopoguerra. Nel mese di marzo del 1993 viene dunque inaugurato il centro commerciale "Le Fornaci", primo shopping center della Calabria.
Nel 2000 fu inaugurata l'Area Magna Graecia, imponente arena polifunzionale capace di ospitare ventimila persone, costruita sfruttando i fondi provenienti dalla Comunità economica europea per il recupero delle aree degradate. Il concerto d'inaugurazione fu condotto dallo showman Fiorello e dalla conduttrice ed ex modella Samantha de Grenet. L'arena sorge sull'area precedentemente occupata dal campo rom, dismesso a partire dagli anni ottanta.
Il 28 maggio del 2004 viene assassinato, nel parcheggio del centro commerciale "Le Fornaci", Salvatore Pilò, elemento ritenuto vicino alla cosca degli Arena, a causa della faida fra i sodalizi mafiosi del comune di Borgia e della sua frazione litoranea di Roccelletta.
Nel 2017 iniziano i lavori per la riqualificazione dell'Area Magna Graecia, nel frattempo caduta in un profondo stato di abbandono, che permetteranno la costruzione del polo fieristico della città di Catanzaro.

## Trasporti
Il quartiere è servito dalla stazione ferroviaria di Catanzaro Lido, posta sulla Ferrovia Jonica, e dalla stazione di Catanzaro Lido (FC), capolinea della linea per Cosenza.

## Sport
Nel 2015 nasce l'A.S.D. Futsal Fortuna militante nel campionato regionale di calcio a 5 di Serie C2, prima squadra sportiva a rappresentare il quartiere.